# پادشاهی کاپادوکیه

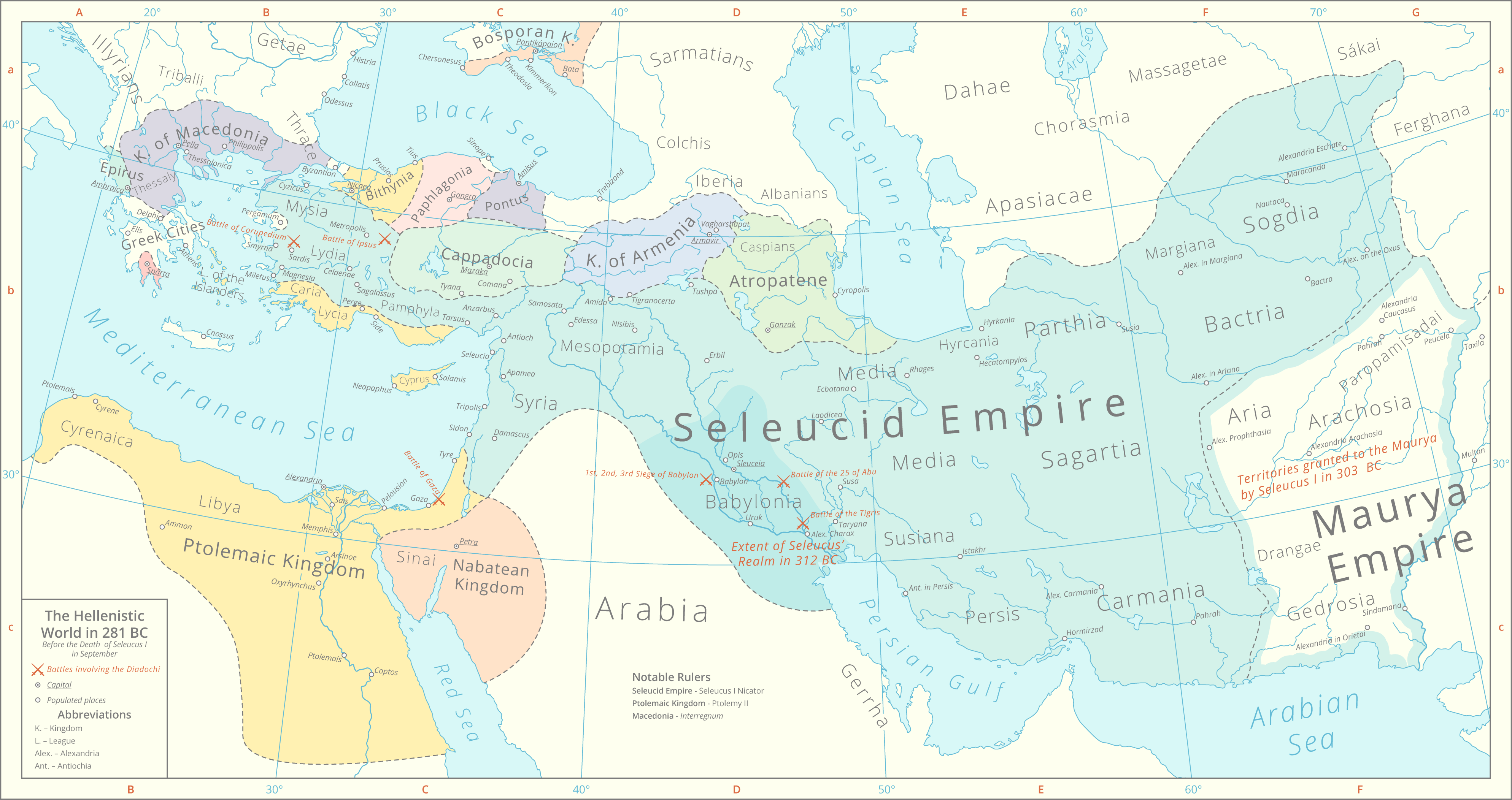
دوران پسا اسکندر - پادشاهی کاپادوکیه به رنگ سبز در فلات آناتولی

پادشاهی کاپادوکیه یک پادشاهی ایرانی در عصر هلنی بود که به مرکزیت منطقه کاپادوکیه (در ترکیه امروزی) بر بخش‌هایی از آسیای کوچک حکومت کرد. کاپادوکیه در ابتدا یکی از شهربانی‌های شاهنشاهی هخامنشی بود، اما با سقوط دولت هخامنشی در پی حمله اسکندر مقدونی، استقلال خود را به دست آورد. آریاراد یکم که توسط شاهنشاهان هخامنشی به شهربانی کاپادوکیه منصوب شده بود و احتمالاً خود نیز از خاندان هخامنشی بود، نخستین شاه کاپادوکیه بود.
در طول حیات دولت کاپادوکیه، در بین سال‌های ۳۲۰ پیش از میلاد تا ۱۷ پس از میلاد، شاهانی از سه خاندان مختلف، یعنی خاندان آریاراد، خاندان آریوبرزن و خاندان آرخلاس (که تنها شاه از این خاندان بود)، بر این پادشاهی حکومت کردند. پس از مرگ آرخلاس، از آنجایی که کاپادوکیه از ۹۵ پیش از میلاد دست‌نشانده رومیان بود، امپراتور تیبریوس این پادشاهی را منحل اعلام کرد و آن را به شکل یک استان رومی ضمیمه امپراتوری روم کرد.